# Joanna Hogg
Joanna Hogg, född 1960, är en brittisk filmregissör.
Efter att ha jobbat i många år som regissör av tv-såpor gjorde hon sin första långfilm vid 47 års ålder.

## Filmografi
- 2007 – Unrelated
- 2010 – Archipelago
- 2013 – Exhibition
- 2019 – The Souvenir
- 2021 – The Souvenir Part II
- 2022 – The Eternal Daughter